# Etiopiens flag
Etiopiens nuværende flag blev taget i brug 6. februar 1996.
Farverne for afrikansk enhed – rødt, gult og grønt – er her brugt på et af verdensdelens ældste nationalflag. Disse farver blev brugt på Etiopiens nationalflag i 1897.
Farverne forbindes også med Rastafari-bevægelsen.
Mange etiopiere anerkender ikke det nye flag med den blå skive og pentagrammet, men bruger det tidligere flag, som har en historie som strækker sig langt tilbage i tiden.
- Wikimedia Commons har flere filer relateret til Etiopiens flag

| Flag | Spire Denne artikel om flag eller vexillologi er en spire som bør udbygges. Du er velkommen til at hjælpe Wikipedia ved at udvide den. |